# Estación de Fábrica de Pedroso
Fábrica de Pedroso es un apeadero ferroviario situado en el municipio español de El Pedroso. Fue construido para dar servicio a una antigua fábrica minera. En la actualidad las instalaciones se encuentran cerradas y los trenes no realizan parada.

## Situación ferroviaria
La estación se encuentra en el punto kilométrico 165,7 de la línea de ferrocarril de ancho ibérico Mérida-Los Rosales.

## Historia
El apeadero, perteneciente a la línea Mérida-Los Rosales, llegó a prestar servicio con la línea C-3 de Cercanías Sevilla. Daba servicio de viajeros a un pequeño núcleo de casas construido alrededor de la antigua fábrica minera que da nombre a este lugar. Además de trenes de cercanías efectuaban parada aquí algunos trenes de la Línea 74 de Media Distancia. El último tren en parar fue en noviembre del 2010 el servicio de fin de semana con cabecera en Sevilla-Santa Justa. Hasta el verano del 2010 el Media Distancia Sevilla-Llerena y Llerena-Sevilla prestaba servicios al apeadero, con parada facultativa. 